# 大血川橋

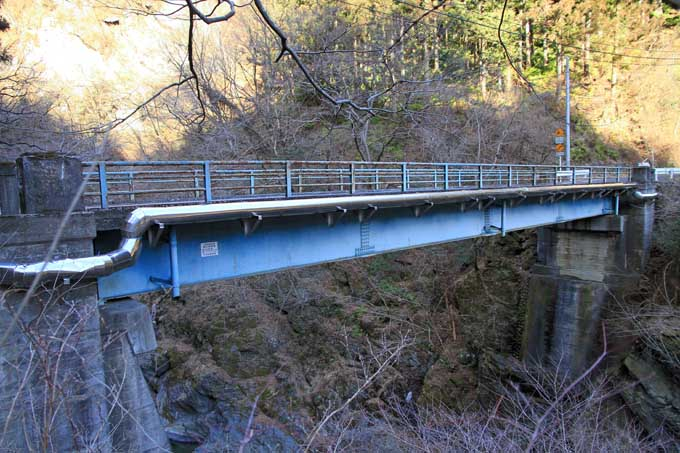
大血川橋（2015年2月）

大血川橋（おおちがわはし、おおちがわばし）は埼玉県秩父市大滝の荒川に架かる秩父市道大滝幹線4号の道路橋である。すぐ上流側に秩父市道大滝106号の上石橋（かみいしばし）が架かる。本項では大血川と荒川の合流点付近に位置する上石橋についても触れる。

## 概要

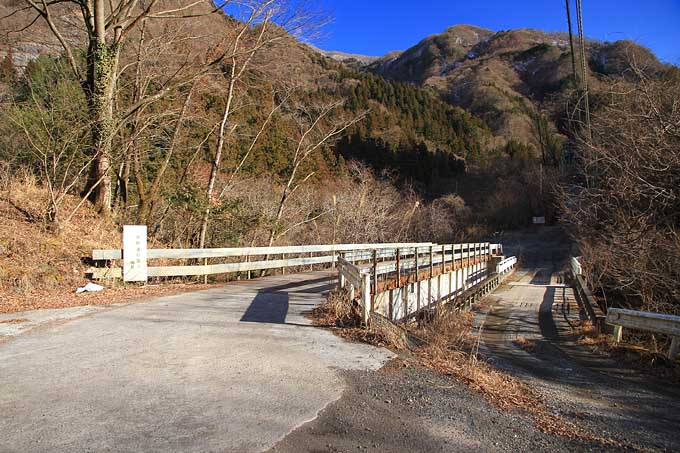
大血川合流点に架かる上石橋（右）と仮設橋（左）

荒川河口から141.1 kmの位置に架かる大達原地区と大血川地区を結ぶ橋で、荒川右岸から大血川右岸沿いを通り、大陽寺付近を起点とし、三峯神社が在る三峰山へと至る森林管理道（林道）大血川線（1974年（昭和49年）着工、1995年（平成7年）竣工、2003年（平成15年）11月3日開通。総延長12.0キロメートル。）へのアプローチとして機能している他、大血川地区や大日向地区の生活道路となっている市道の橋である。橋長28.3メートル、総幅員5.1メートル、有効幅員4.5メートルの1径間の単純鋼鈑桁橋の永久橋である。水面からの高さは20メートルである。上流側の橋桁に水道管が併設されている。橋は両岸とも急傾斜地で周辺の道路よりもやや低い位置に架けられているため、取り付け道路は斜面に沿ってクランク状の線形を有している。路線バスなどの公共交通機関の通行経路には指定されていないが、左岸側橋詰の国道140号に西武観光バスの「太陽寺入口」停留所がある。
大血川橋の500メートル上流の141.6キロメートルの位置に架かる上石橋は、荒川の右岸側に位置する大洞第一発電所や石灰の採石場への交通の便となっている橋で、橋長25.2メートル、総幅員4.4メートル、有効幅員3.7メートルの1径間の単純鋼鈑桁橋の永久橋である。高欄はコンクリート製である。また、右岸側は1径間のコンクリート橋に接続されている。直ぐ下流側で大血川が荒川に合流する地点があり、大血川に対し大血川橋よりも上石橋の方がより近くに位置している。また、下流側に密接して上石橋より高く、幅員がやや広い私設の仮設橋が架けられている。公共交通機関の走行経路には指定されていないが、左岸側の橋詰に西武観光バスの「大洞発電所入口」停留所がある。上石橋の橋長25メートルは荒川の源流部に該当する入川を除くと、荒川本流において、右岸側と左岸側を直接結ぶ橋としては最も長さが短い橋でもある。

## 歴史

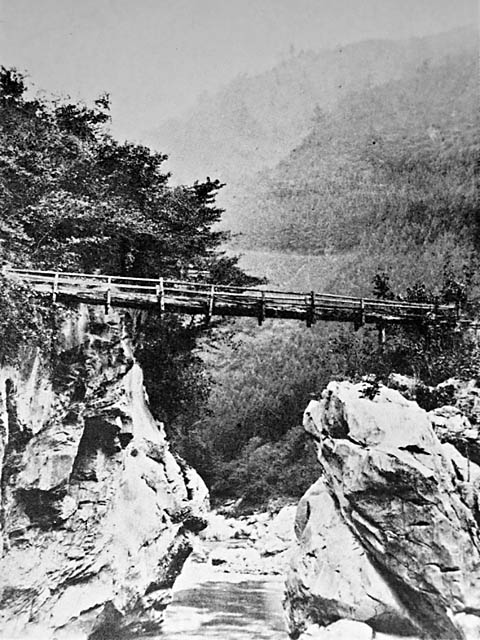
大正末期の木造橋の初代大血川橋。

竣工した現、大血川橋。左端に二代目の橋が見える。

### 大血川橋
大血川橋の「大血川」とはこの付近を流れる川の名前で、その「大血川」の名前の由来については平将門伝説に因むものである。
大血川橋が架けられるまでは周辺に橋は架けられておらず、川を渡るには上流側の現在の上石橋付近の山中へ迂回していた。
大正末期に初代の大血川橋が両岸の岩の上に橋台を構築して簡易な欄干を当てた木造の方杖橋として架けられた。架橋地点は国土地理院の昭和4年要修、昭和22年1月30日発行の地形図 『1/50000 三峰』によると現在の橋の上流側、現在の国道140号の大達原隧道の秩父側出口付近であった。
この方杖橋は後に二代目の橋として吊り橋に架け替えられた。
川幅の違いから規模は異なるが旧白川橋に似た鋼製で鉄骨で組まれた、鋭角な四角錐状の形状でトラス構造の主塔を持つ単径間の橋で、側径間は有していない。桁の両側に耐風索および耐風支索と呼ばれる、桁の横変位と捩れを抑制するための鋼ケーブルが設けられている。また、橋の右岸側より続く大血川沿いの道路（現、秩父市道大滝幹線4号）は1932年（昭和7年）開通した。
この吊り橋も老朽化したため、埼玉県秩父土木事務所（現、秩父県土整備事務所）が事業主体となり、総工費786万円を投じて1963年（昭和38年）11月より工事が行われ、同年度内までに旧橋のすぐ下流側に現在の鋼鈑桁橋の永久橋に架け替えられた。橋の開通式は1964年（昭和39年）9月5日に挙行された。旧橋は開通後に撤去され、両岸に橋台跡が遺構として残されている。
2018年（平成30年）に大血川橋の再塗装工事が実施され、2019年（令和元年）度に大血川橋の補修工事が実施された。

### 上石橋

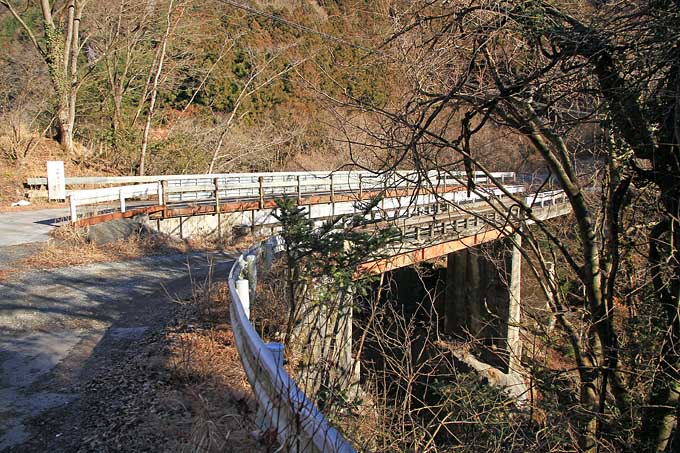
左岸上流側より望む。
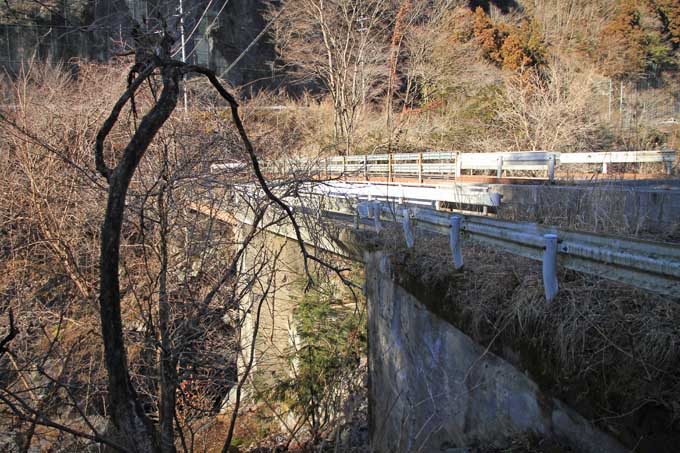
右岸上流側より望む。
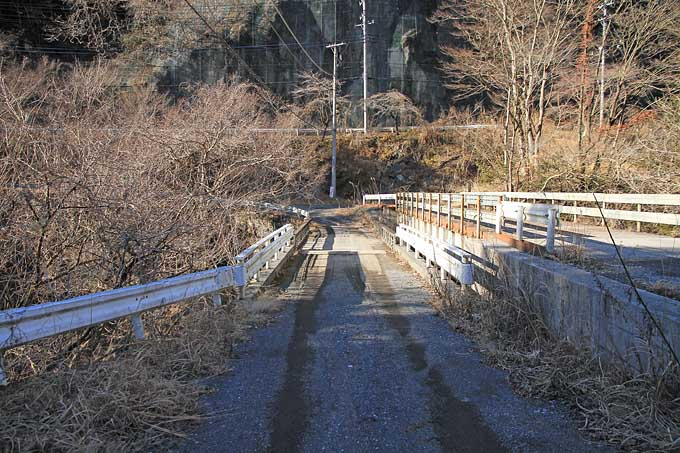
右岸側橋詰より望む。
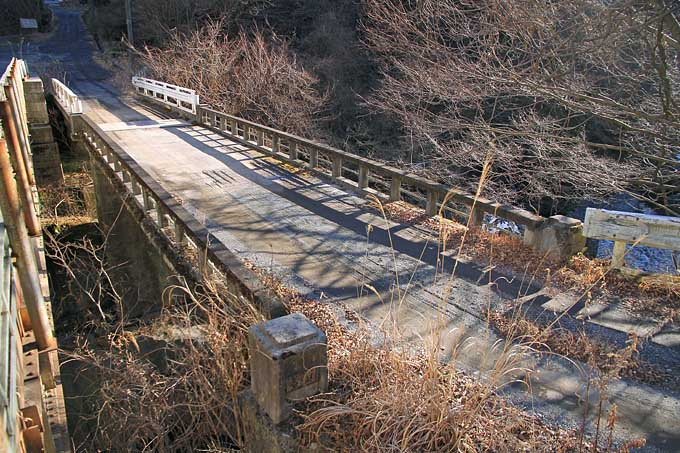
左岸下流側より望む。

上石橋は1960年（昭和35年）に竣工した大洞第一発電所の建設に伴い、永久橋の大血川橋よりやや早い時期の1959年（昭和34年）に永久橋として大血川橋の上流側の位置に架けられている。工事者は橋歴板より谷津工務所、田端工務店、および株式会社引間鉄工所となっている。
竣工当時は大滝村に架かる大滝村管理の村道の橋であったが、2005年（平成17年）4月1日の合併（平成の大合併）により大血川橋と共に秩父市管理の橋となった。橋の主桁に腐食損傷が見られるので、その箇所の補修や橋の再塗装が望まれている。

## 周辺

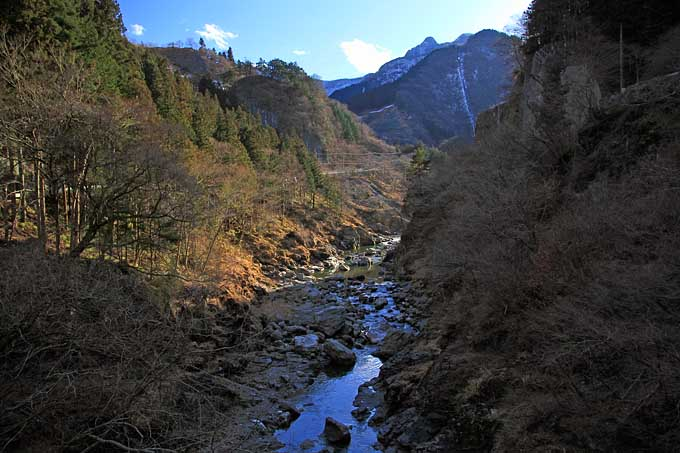
大血川橋より上流側を望む。

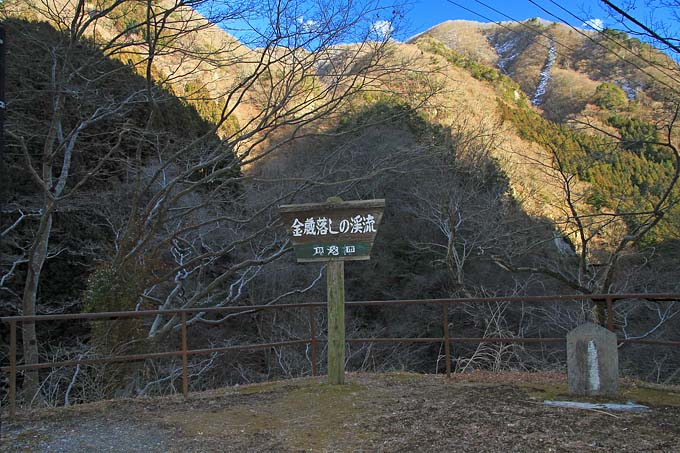
金蔵落しの渓流。

周囲は秩父多摩甲斐国立公園の公園区域である普通地域の区域に指定され、秩父帯と呼ばれる約2億年前の地層を有した山間部の険しいV字谷となっている。大血川橋の上流側で荒川の支流である大血川が右岸側に合流し、その合流点のすぐ上流側に上石橋が架かり、その周辺の斜面には石灰の鉱山が点在する。
大血川橋の左岸側周辺に展望スペース（ポケットパーク）や駐車スペースなどが整備され、2010年の「彩の国景観賞」を受賞している。また、秋季は橋周辺のほか、直ぐ下流側の「金蔵落しの渓流」と共に紅葉の穴場でもある。金蔵落しの「金蔵」とは当地で遭難した人の名前で、両岸が断崖絶壁の交通の難所である。
毎年秋期には当橋にてサイクルイベントが開催されている。
- 臨済宗建長寺派大陽寺 - 平安時代創建。平安時代末期に一旦廃寺後、鎌倉時代末期に再建された[25]。興雲寺（現三峯神社）とは異なり女人禁制ではないので女性の参拝が多かったようである。
- 大血川遊歩道 - 大血川沿い約1.6キロの遊歩道。
- 大血川健康元気プラザ
- 大血川渓谷 - 渓流釣りのスポットの他、奥秩父の紅葉の穴場の一つ。
- 大血川渓流観光釣場[26]
- 金蔵落しの渓流 - 奥秩父の紅葉の穴場の一つ。すぐ下流側に所在する。
- 東京発電大洞第一発電所（旧埼玉県企業局大洞第一発電所） - 県営初の水力発電所。
- 大洞第二堰堤 - 大洞第二発電所の付帯設備[27]。
- 大達原高札場
- 光の村養護学校（旧大滝村立光岩小学校）
- 手掘り隧道 - 旧三峰街道（秩父往還道の支線）。金蔵落し付近の難所を避けるべくやや山側に位置している。
- 大達原隧道 - 国道140号の付帯設備。
- 光岩隧道 -  国道140号の付帯設備。

## 風景

### 大血川橋

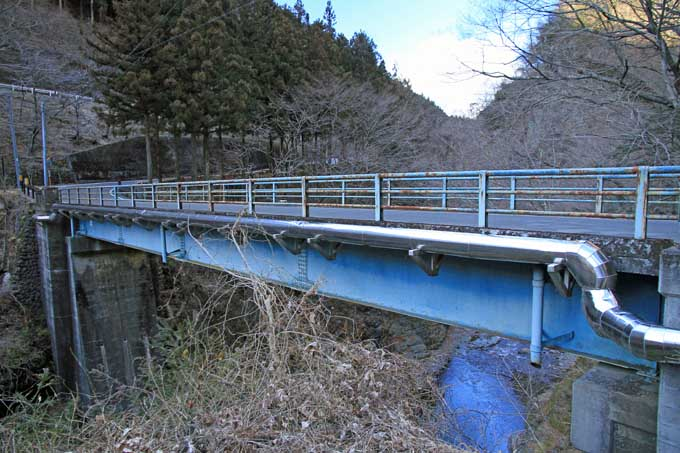
右岸上流側より望む。
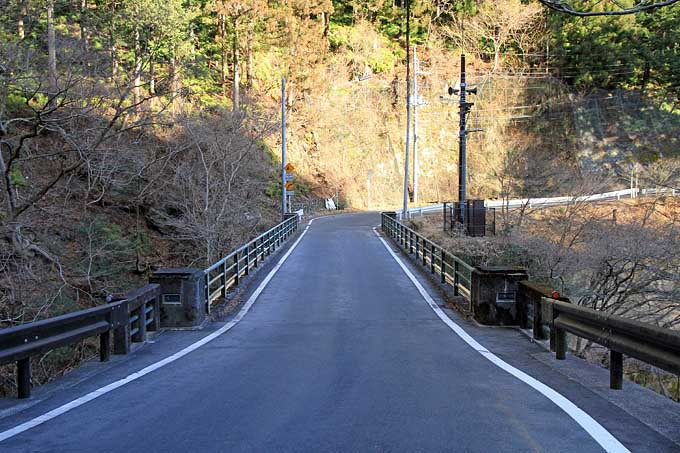
左岸側橋詰より望む。
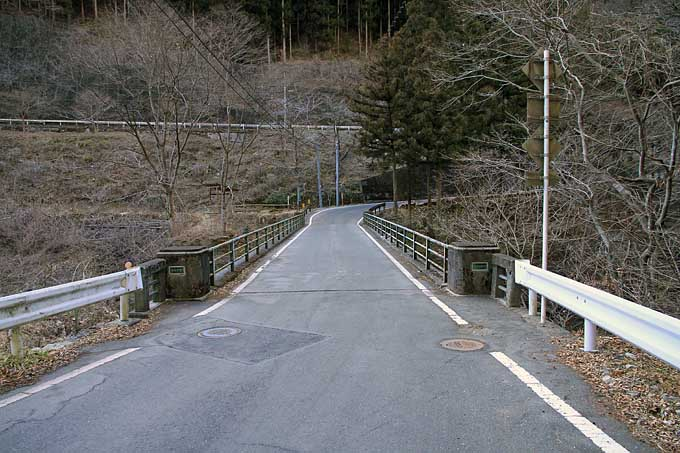
右岸側橋詰より望む。
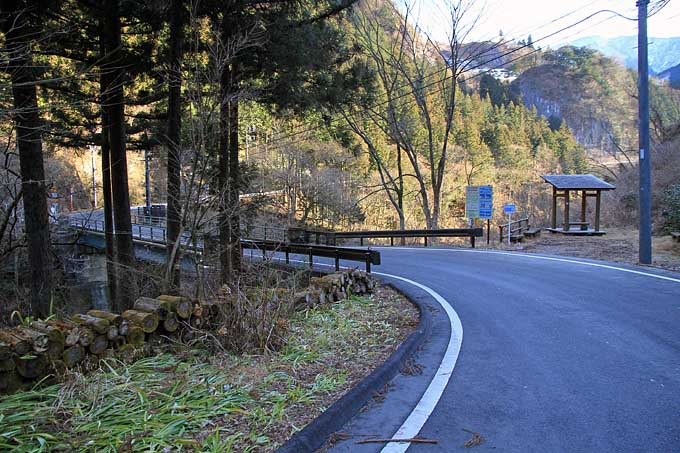
左岸下流側より望む。右手に展望スペースがある。
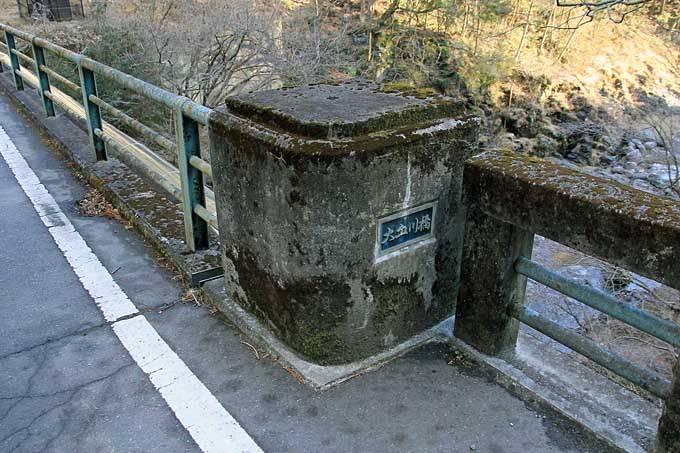
大血川の左岸親柱。
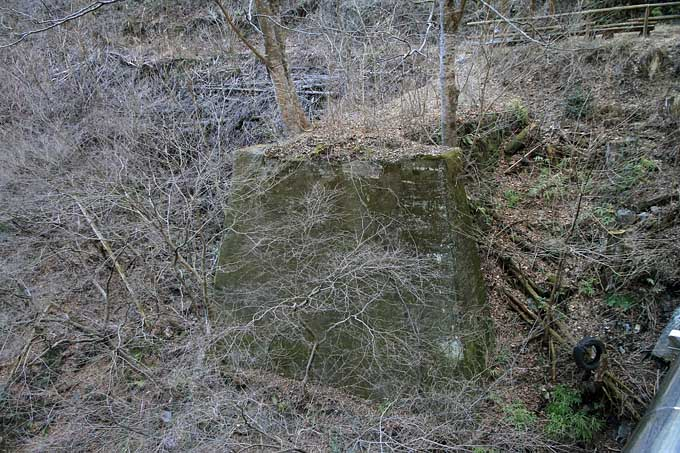
旧大血川橋の左岸橋台跡。

### 上石橋
- 左岸上流側より望む。
- 右岸上流側より望む。
- 右岸側橋詰より望む。
- 左岸下流側より望む。

## 隣の橋
- 荒川

（上流） - 登竜橋 - 上石橋 - 大血川橋 - 万年橋 - 白川橋 - （下流）